# Alf Segersäll
Alf Ove Segersäll (* 16. März 1956 in Virsbo) ist ein ehemaliger schwedischer Radrennfahrer.

## Sportliche Laufbahn
Schon als Jugend- und Juniorenfahrer errang Alf Segersäll mehrere schwedische Titel im Straßenradsport, zudem platzierte er sich bei Nordischen Meisterschaften mehrfach auf dem Podium. Als Amateur gehörte er dem Verein Mariestadtcyklisten an. 1976 startete er bei den Olympischen Spielen in Montreal im olympischen Straßenrennen, kam aber nicht ins Ziel. 1977 gewann er den Flèche du Sud und wurde im selben Jahr dreifacher schwedischer Meister im Straßenrennen, im Einzel- sowie im Mannschaftszeitfahren (letzteren Titel gewann er auch 1979); zudem belegte er jeweils den zweiten Platz in der Gesamtwertung des Girobio sowie beim Milk Race. 1978 gewann er den Flèche du Sud erneut sowie 1979 den Giro für Amateure. 1970 siegte er im Skandisloppet, dem ältesten schwedischen Eintagesrennen, 1974 und 1978 im Solleröloppet.
1980 wurde Segersäll Berufsfahrer. 1981 gewann er den Trofeo Matteotti, 1982 die Ruota d’Oro und 1983 zwei Etappen beim Giro d’Italia. Zweimal belegte er den zweiten Platz beim Trofeo Baracchi, 1983 sowie 1984 mit Tommy Prim. Er startete 1981 für die schwedische Nationalmannschaft bei den Straßenweltmeisterschaften in Prag und beendete das Rennen als 44.